# Roc Raida
Roc Raida, conosciuto anche come Rockmaster Weasel, pseudonimo di Anthony Williams (New York, 17 maggio 1972 – New York, 19 settembre 2009), è stato un disc jockey, beatmaker e turntablist statunitense, membro degli X-Ecutioners.
Considerato uno dei migliori DJ nella storia dell'hip hop, Roc Raida è stato insignito di numerosi premi, tra cui quello del DMC World DJ Championship, nel 1995. In aggiunta alla propria carriera solista e come membro degli X-Ecutioners, ha lavorato con artisti come Show & AG, Jungle Brothers, Smif-N-Wessun, Pink (cantante) e Large Professor.

## Biografia
Roc Raida iniziò la sua carriera da DJ ad inizio anni ottanta, quando aveva solo dieci anni. Circondato da figure carismatiche come Grandmaster Flash, fu per lui piuttosto facile acquisire le capacità che lo hanno fatto poi considerare uno dei migliori DJ contemporanei.
A fine anni ottanta, Raida acquistò importanza come membro della crew newyorchese X-Men che, per ovvie ragioni legate al copyright del nome dell'omonimo fumetto della Marvel, divenne in seguito famosa con il nome di X-Ecutioners.
La fama degli X-Ecutioners all'interno del circuito del turntablism era dovuta all'uso del beat-juggling: una tecnica che, alternando kick (grancassa) e snare (rullante), permette di creare in tempo reale loop di batteria nuovi e originali. Questa pratica è ben presente nello stile di Roc Raida.
Più tardi, insieme ad MF Grimm, Raida divenne parte del gruppo The Gravediggaz, da non confondere con il gruppo omonimo di cui faceva parte RZA.
Fin dagli inizi Roc Raida si fece notare per le sue capacità, conseguendo diversi buoni piazzamenti in competizioni dedicate alle attività di DJ. Nel 1991 conquistò il primo posto dell'As One, il secondo posto nella Superman Battle e nelle DMC US Finals del 1992. Nel 1995 venne incoronato DMC World Champion a Londra.
Con il passare degli anni Raida si dedicò alla promozione dell'arte del turntablism in località lontane dalle sue radici, come Singapore, Turchia, Giappone e Australia.
Raida fu insignito del titolo di Grandmaster. Questo titolo d'onore, interno al mondo dell'hip hop, ha come unica regola quella di dover essere tributato da un altro Grandmaster e Roc Raida non fu soltanto insignito del titolo, ma incoronato dallo stesso padre dell'hip hop, Kool Herc, insieme a Grand Wizard Theodore e alla leggenda dello scratch DST. Nel 1999 Roc Raida entrò a far parte della DMC Hall of Fame.
Ha preso parte al programma televisivo Saturday Night Live, come primo DJ che abbia mai diviso il palco con la SNL band. 
È morto la mattina del 19 settembre 2009, a seguito di un arresto cardiaco.

## Discografia parziale

### Solista

#### Album in studio
- 1997 - The Adventures of Roc Raida ...One Too Many!
- 2000 - Crossfaderz
- 2001 - We Them Niggas
- 2003 - Champion Sounds
- 2005 - Rock Phenomenon
- 2007 - Beats, Cuts and Skits

### Con gli X-Ecutioners

#### Album in studio
- 1997 - X-Pressions
- 2002 - Built from Scratch
- 2004 - Revolutions